# Love & Honesty
Love & Honesty è un album in studio della cantante sudcoreana BoA, pubblicato nel 2003. Si tratta, in particolare, del suo terzo disco pubblicato in Giappone.

## Tracce
1. Rock with You - 4:13
2. Shine We Are! - 5:07
3. Some Day One Day (feat. Verbal) - 4:34
4. Love & Honestly - 4:43
5. Midnight Parade - 4:22
6. Be the One - 3:32
7. Expect - 4:20
8. Over ~Across the Time~ - 5:50
9. Kokoro no Tegami (心の手紙) - 4:50
10. Double - 3:28
11. Easy to Be Hard - 4:55
12. Song with No Name ~Namae no Nai Uta~ (Song With No Name ～名前のない歌～) - 2:49
13. Milky Way: Kimi no Uta (君の歌) - 3:20